# جان باتيست ريفيليون

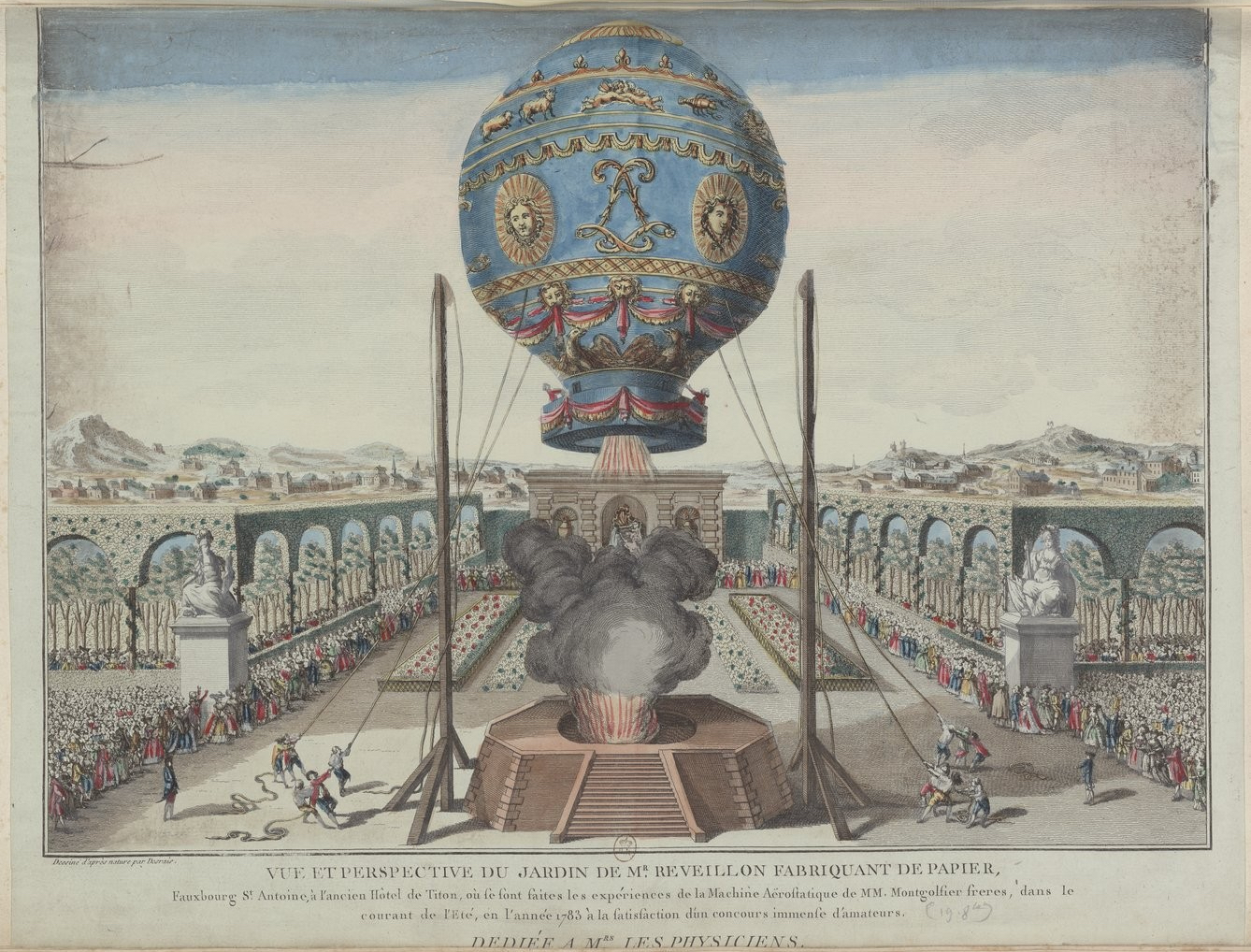

جان باتيست ريفيليون'(بالفرنسية:  Jean-Baptiste Réveillon)‏ هي شركة فرنسية مصنعة للأوراق ( باريس , 1725 – 1811).